# Maria Karapetian
Maria Karapetian (în armeană Մարիա Կարապետյան; n. 20 februarie 1988, Kirovakan, URSS) este o politiciană armeană.

## Biografie
Maria Karapetian s-a născut pe 20 februarie 1988 în Vanadzor, Armenia Sovietică. A studiat comunicarea interculturală la Universitatea de Stat Brusov din Erevan, de unde a obținut o diplomă de licență în 2008 și o diplomă de master în 2010. S-a mutat apoi la Roma, Italia, unde a studiat Cooperare internațională, drepturile omului și politica Uniunii Europene la Universitatea din Roma între 2013 și 2015. În același timp, a fost acceptată și ca studentă a Cittadella della Pace din Rondine, Arrezzo. Ea este feministă și cunoscută pentru sprijinul acordat comunității LGBT din Armenia.

## Carieră
După ce și-a obținut licența, a lucrat ca profesor la Quality Schools International din Erevan din 2008 până în 2013. Între 2011 și 2018, a făcut parte din comitetul editorial al ediției caucaziene a Journal of Conflict Transformation.
Activismul politic al lui Karapetyan a început cu opoziția ei față de Serj Sargsyan. Noaptea, împreună cu un grup de activiști politici, ea a pulverizat sloganul Respinge-l pe Serj pe străzi importante din Erevan, în sprijinul protestelor armene din 2018. A devenit cunoscută pentru așa-numitul discurs Sisters, în care a pledat pentru drepturi egale pentru femei și bărbați în Piața Republicii din Erevan. La alegerile parlamentare din decembrie 2018, ea a fost aleasă drept candidat al Contractului civil în cadrul Alianței Pasul Meu.